# 北海道道218号板谷佐久停車場線
北海道道218号板谷佐久停車場線（ほっかいどうどう218ごう いたやさくていしゃじょうせん）は、北海道中川郡中川町内を通る一般道道である。

## 概要
区間のほとんどは重複区間であり、実延長は総延長のわずか40分の1である。

### 路線データ
- 起点：北海道中川郡中川町字板谷（北海道道964号板谷蕗ノ台線交点）
- 終点：北海道中川郡中川町字佐久（JR北海道 宗谷本線 佐久駅）
- 総延長：20.902 km
- 実延長：0.512 km
- 重用延長：20.390 km

### 道路管理者
- 上川総合振興局 旭川建設管理部 美深出張所

## 歴史
- 1954年（昭和29年）3月30日 - 94号として路線認定[1]。
- 1994年（平成6年）10月1日 - 路線番号を218号に変更[2]。

## 路線状況

### 重複区間
- 北海道道118号美深中川線（中川町字板谷 - 中川町字安川）
- 国道40号（中川町字安川）

### 道路施設

#### 主な橋梁
- 佐久橋（219 m、天塩川、中川町字安川 - 中川町字佐久）

## 地理

### 通過する自治体
- 上川総合振興局
  - 中川郡中川町

### 交差する道路
中川町
- 北海道道118号美深中川線 - 字板谷、字安川（重複）
- 国道40号 - 字安川（重複）
- 北海道道541号問寒別佐久停車場線 - 字佐久（重複）